# كيم ويند
كيم ويند (بالدنماركية: Kim Wind)‏ هو مجدف دنماركي، ولد في 17 يونيو 1957.

## وصلات خارجية
- كيم ويند على موقع الاتحاد الدولي للتجديف (الإنجليزية)
- كيم ويند على موقع أوليمبيديا (الإنجليزية)